# Jean Codet
Pour les articles homonymes, voir Codet (homonymie).
Jean Codet, né le 24 juillet 1852 à Saint-Junien (Haute-Vienne) et mort le 10 octobre 1920 à Brides-les-Bains (Savoie), est un industriel et homme politique français.

## Biographie
Sous-préfet de Saint-Yrieix (Haute-Vienne) en 1877, il quitte l'administration préfectorale pour faire carrière dans l'industrie papetière, jusqu'à devenir président honoraire de l'Union des fabriques françaises. 
Son père, Louis-Paul Codet, issu d’une vieille famille de Saint-Junien, a été, de 1876 à 1880, député (Gauche républicaine) de l'arrondissement de Rochechouart, dans le même département de la Haute-Vienne. 
Élu député de la Haute-Vienne en 1881, il est invalidé en 1882 et battu à l'élection partielle. Mais la mort de son concurrent lui permet de retrouver son siège en 1883. Il est à nouveau battu en 1885 et en 1889. Il retrouve son siège en 1893. Membre fondateur, secrétaire puis vice-président de l'Union progressiste, il soutient les gouvernements républicains et fait preuve d'une très grande activité parlementaire. Il est secrétaire de la Chambre de 1896 à 1898. Il s'intéresse beaucoup aux questions d'assurances et aux questions agricoles. Il est membre du conseil supérieur de l'Agriculture.
Il devient sénateur en 1909. Son fils Louis Codet lui succède alors brièvement comme député de la Haute-Vienne. Jean Codet siège au groupe parlementaire sénatorial de la Gauche démocratique. Il reste sénateur jusqu'à sa mort en 1920.
Léon Bourgeois prononça son éloge funèbre au Sénat lors de la séance du 8 novembre 1920 : « ... Ses discours, toujours abondamment documentés, se distinguaient par une méthode et une clarté qui faisaient impression et lui avaient valu, ici-même, une réelle autorité. En même temps, sa parfaite aménité, sa cordialité, le charme de ses relations faisaient de Jean Codet pour tous, un excellent collègue, et, pour beaucoup, un ami. »

## Sources
- « Jean Codet », dans Adolphe Robert et Gaston Cougny, Dictionnaire des parlementaires français, Edgar Bourloton, 1889-1891 [détail de l’édition]
- « Jean Codet », dans le Dictionnaire des parlementaires français (1889-1940), sous la direction de Jean Jolly, PUF, 1960 [détail de l’édition]